# Zafra (gruppo musicale)
Gli Zafra sono un gruppo musicale italiano.

## Storia del gruppo
Il complesso si forma a Riccione, per iniziativa della cantautrice Marina Valmaggi (che ha all'attivo 2 album e 2 45 giri pubblicati nei primi anni '70), che coinvolge la sorella Guya e altri musicisti riminesi: il nome Zafra deriva da una parola cubana che significa "raccolta della canna da zucchero" ed è un rimando al tipo di sonorità che il gruppo vuole portare avanti, che sono quelle latinoamericane e in particolare andine.
Il primo concerto del gruppo risale al 4 aprile del 1973 al teatro Novelli di Rimini.
L'album di debutto Cicatriz viene pubblicato nel 1973 dalla Jaca Record, casa discografica nata su iniziativa della Jaca Book (il disco è il primo pubblicato dall'etichetta) e ha come sottotitolo Storia del marchio coloniale dell'America Latina attraverso i canti; da esso viene tratto uno spettacolo che gli Zafra portano in tutta Italia con successo.
Nel disco successivo, Grazie alla vita, continua la riproposta di brani latinoamericani tradotti in italiano, tra cui la title track (celebre canzone di Violeta Parra), insieme a composizioni originali, scritte da alcuni componenti del gruppo e dalla stessa Marina Valmaggi.
L'anno successivo vede la realizzazione, da parte del gruppo, dello spettacolo Meccano che è una sorta di un vero e proprio musical teatrale.
Con il passaggio alla Rusty Records avviene la pubblicazione di un disco dal vivo, Canzoni per l'assemblea dei cristiani, seguito da un nuovo album in studio, La colomba e il colonnello nel 1977 (con versioni in italiano di brani di Víctor Jara e Chico Buarque de Hollanda) e da un 45 giri l'anno successivo, I due liocorni/Ci mangeremo la luna: in particolare la canzone del lato A ottiene un discreto successo, diventando un classico tra le canzoni per bambini, tanto da essere stata reinterpretata il 10 marzo 2019 anche dalla conduttrice Roberta Lanfranchi nella trasmissione di Canale 5 Paperissima Sprint di Antonio Ricci.
Sempre nel 1977 partecipano con successo alla stagione teatrale veronese in cui si esibiscono in tre serate al Teatro Romano di Verona riscuotendo anche giudizi molto favorevoli dalla critica musicale.
Nel 1980 passano alla Monitor, etichetta del gruppo dell'RCA Italiana, per cui pubblicano un altro disco dal vivo; in seguito gli Zafra continuano l'attività concertistica, mentre Marina Valmaggi incide alcuni dischi come solista.
Nel 1997 esce Christmas' Way (Itaca edizioni), raccolta di brani natalizi da tutto il mondo con arrangiamenti strumentali e armonizzazioni del gruppo.
Con la denominazione Gruppo Zafra ritornano a incidere negli anni 2000, pubblicando Canti religiosi popolari e Canti popolari italiani, con alcune registrazioni da spettacoli dal vivo, sia in Italia che fuori da essa.
Nel 2007 l'editore Gallucci ha pubblicato un libro con la loro canzone I due liocorni illustrata dai disegni di Silvia Ziche.

## Formazione
- Marina Valmaggi, Guya Valmaggi, Anna Siciliano, Rosella Bilancioni, Gabriella Mazzoli, Elena Granata, Laura Amati, Cristina Seguiti, Emanuela Ricci, Angelo Casali, Daniele Donati, Ciro Picciano, Paolo Pasini, Ivano Balduini, Marco Balestri,: voci
- Franco Gabellini, chitarre, bouzouki, tiple colombiano, mandolino, mandoloncello
- Romeo Zammarchi: chitarre, charango, cuatro venezuelano
- Anacleto Gambarara: sax, flauto, fisarmonica
- Daniele Marzocchi: basso
- Gabriele Castellani: percussioni
- Angelo Casali: flauto dolce

## Discografia

### Album
- 1973 Cicatriz (Jaca Record, JRCI 001)
- 1974 Grazie alla vita (Jaca Record, JRCI 003)
- 1975 Canzoni per l'assemblea dei cristiani (Rusty Records, RRS 303316)
- 1977 La colomba e il colonnello (I Dischi dell'Ippopotamo, DIP 2)
- 1980 Concerto (Monitor, ZPLMO 34121)
- 1997 Christmas' Way (Itaca ITA CD 013)

### Singoli
- 1977 Costruzione/Dio ti paghi/sogno di un mutuato (Cooperativa Zafra, ZD 003)
- 1978 I due liocorni/Ci mangeremo la luna (Rusty Records, RR 123)
- 1980 I fuochi, l'acqua e il tempo/La danza della pioggia (Monitor, ZBMO 7174)